# Lysandra hafneri
Lysandra hafneri är en fjärilsart som beskrevs av Fritz Preissecker 1908. Lysandra hafneri ingår i släktet Lysandra och familjen juvelvingar. Inga underarter finns listade i Catalogue of Life.